# Clarias alluaudi
Clarias alluaudi é uma espécie de peixe da família Clariidae.
Pode ser encontrada nos seguintes países: Burundi, Quénia, Tanzânia e Uganda.
Os seus habitats naturais são: rios, pântanos e lagos de água doce.
Está ameaçada por perda de habitat.